# Covid-19-pandemin i Europa

Antal avlidna av COVID-19 i relation till folkmängden i Europas länder (kumulativt antal döda per miljon invånare).

Antal bekräftade fall av COVID-19-smitta i relation till folkmängden per land i Europa (kumulativt antal per miljon invånare). Siffrorna är inte jämförbara eftersom olika länder har olika teststrategi.

Covid-19-pandemin i Europa är del av den globala pandemin av sjukdomen covid-19, som orsakas av viruset sars-cov-2. Många personer som smittats med covid-19 drabbas av endast lätta förkylningssymptom med snuva och hosta, andra får en influensaliknande symptombild med huvudvärk, trötthet, feber, halsont och ont i musklerna, i allvarligare fall med andningssvårigheter och lunginflammation. WHO uppskattar i dagsläget (13 mars 2020) att dödligheten är 1–2 procent av de redan infekterade. I en rapport publicerad 16 mars 2020 skattades dödligheten i Stockholm till 0,6 procent. 
Utbrottet startade i den kinesiska staden Wuhan i provinsen Hubei och har sedan spridit sig till Europa och hela världen. Först drabbades Frankrike den 24 januari av tre fall. Ett mindre antal fall hittades sedan i olika europeiska länder under utbrottets första period fram till slutet av februari. Då ökade antalet fall i Italien kraftigt och smittan spreds både inom Italien och vidare till andra länder i Europa. Den 18 mars hade Europa 74 760 fall och 3 352 dödsfall, vilket innebar att man vid den tidpunkten hade passerat Kina i antal dödsfall. Den 13 mars deklarerade WHO att Europa var epicentrum för utbrottet.
Många europeiska länder har drabbats hårt av pandemin, och man har i olika länder infört olika åtgärder såväl för att begränsa spridningen som att lindra de ekonomiska konsekvenserna. Europeiska unionen kritiserades inledningsvis för att agera senfärdigt, och Europeiska kommissionens ordförande Ursula von der Leyen konstaterade självkritiskt att man försent insåg pandemins magnitud. Efter det har EU infört flera åtgärder för att bemöta både pandemin och de ekonomiska konsekvenserna. Samtidigt har flera länder, i huvudsak Italien och Nederländerna, haft väldigt olika syn på EU:s roll, vilket har gjort det svårt att enas i Euroområdet. 23 april enades EU:s stats- och regeringschefer om ett återhämtningspaket på ungefär 22 000 miljarder kronor. Europeiska kommissionen får två veckor på sig att ta fram en detaljerad kalkyl för hur återhämtningspaketet ska fungera.

## Bakgrund
De första kända fallen i Europa var tre personer som testades positiva för covid-19 den 24 januari i Frankrike. Den 1 februari var förekomst av sars-cov-2 dokumenterad i 8 europeiska länder, med tillsammans 22 bekräftade fall av covid-19. De flesta av dessa hade smittats i Kina. 10 februari hade 9 länder positiva fall och antalet dokumenterat insjuknade hade ökat till 39 individer. Tyskland och Frankrike var värst drabbade. Situationen var densamma, med importerade ströfall i Tyskland och i Frankrike genom en större spridning inom en familj. De första kända dödsfallet i Europa på grund av covid-19 inträffade i Frankrike, 14 februari.
29 februari hade situationen i Europa förändrats. Italien hade med 888 bekräftade fall blivit epidemins kärna  i Europa. 24 länder i Europa hade nu dokumenterade fall Kina och Östasien var inte längre främsta källan till spridningen i Europa, utan nu dominerade Italien och i vissa fall Iran. Samtidigt hade människor avlidit på grund av covid-19 i två europeiska länder. I Italien, med 21 dödsfall och Frankrike, med 2 dödsfall. 6 mars hade situationen utvecklats till 42 länder med bekräftade fall. Smittspridningen i Italien hade resulterat i 4636 bekräftade fall. Smittspridningen från Italien hade drabbat många europeiska länder efter skidsemestrar i Italien. 10 länder hade över 100 fall och totalt hade 42 länder i Europa dokumenterade insjuknade (inklusive Israel som WHO räknar till Europa). Länder i Östeuropa var fortfarande inte hårt drabbade. Nu förekom smittspridning även från Spanien, vilket ledde till Ecuadors första kända fall.
Den 7 mars beslutade Italien att sätta hela Lombardiet och flera andra delar av landet, med mer än 16 miljoner invånare i karantän. Den 9 mars utvidgades beslutet att gälla hela Italien. Samma dag kom beskedet att all idrott stoppades i Italien. Den 12 mars beslutade USA att stoppa alla inresor för icke amerikanska medborgare från Schengenområdet i Europa. Finlands utrikesdepartement slopade alla reseråd och uppmanade istället att man inte skulle resa alls. 13 mars deklarerade WHO att Europa var epicentrum för utbrottet, med fler rapporterade dagliga fall än Kina, när epidemin härjade där som värst.
Europa nådde 100 000 bekräftat smittade 19 mars. 25 mars nådde Europa 200 000 bekräftat smittade. Europa nådde 500 000 bekräftade fall 1 april och hade då över 33 000 döda. I världen fanns då 45 000 enligt samma källa vilket innebar att Europa stod för nästan 75 % av antalet döda och var hårdast drabbat av pandemin. Den 15 april hade Europa drygt hälften av bekräftade fall (977 000 av 1 914 000) men fortsatt stor majoritet av dödsfallen 84 000 dödsfall av 123 000. Dagen efter nådde Europa 1 000 000 bekräftade fall.

## Smittade och döda

Tidsdiagram över bekräftade fall i EU-länder. Uppdateras regelbundet.

På grund av ett antal olika parametrar är det svårt att utan vidare jämföra olika europeiska länders statistik över bekräftade fall och dödsfall. Som mest kan det ge en indikator över hur sjukdomsutvecklingen ser ut i respektive land.  En viktig parameter är att länderna använder olika metoder för att hämta in data, och att dessa olika metoder innebär att olika länder testar olika grupper. I exempelvis Tyskland, med en strategi som gått ut på att testa många och brett, har även friskare och yngre personer testats. Ett resultat av det är att man har fångat många med lindriga symptom, vilket innebär att mortalitetssiffran förblivit låg. Testfrekvensen styr hur många bekräftade fall man hittar, då smittade i befolkningen är större än de som är bekräftat smittade. Antalet tester ges av Worldometer även i relation till befolkningen. Testinriktningen styr hur stor del av de bekräftat smittade som är allvarligt sjuka.
En annan viktig parameter är olika metoder för att redovisa dödsfall. I Sverige, Belgien och Frankrike har man redovisat dödsfall orsakade av Covid-19, eller med Covid-19 som bidragande faktor. I Belgien har man även räknat med personer på äldreboenden som inte har testats innan de dog, men som misstänkts ha burit på Covid-19. I Belgien kommer nästan hälften av dödsfallen från äldreboenden. I Spanien, Italien och Nederländerna har man däremot inte alls eller i låg grad räknat med dödsfall från äldreboenden. Det kan dock inte gälla som enda förklaring, då det inte förklarar skillnaden i dödstal mellan Sverige, Finland, Norge, Danmark och Island.
|    | Land | Bekräftade fall | Dödsfall |
| -- | --- | --------------- | -------- |
| 1  | Storbritannien | 9 675 062       | 143 360  |
| 2  | Ryssland | 9 219 912       | 260 335  |
| 3  | Turkiet | 8 480 986       | 74 202   |
| 4  | Frankrike | 7 102 897       | 115 871  |
| 5  | Tyskland | 5 195 321       | 98 538   |
| 6  | Spanien | 5 067 712       | 87 775   |
| 7  | Italien | 4 883 242       | 132 965  |
| 9  | Polen | 3 279 787       | 79 994   |
| 8  | Ukraina | 3 284 008       | 79 506   |
| 10 | Nederländerna | 2 355 232       | 18 829   |
| 11 | Tjeckien | 1 944 400       | 31 769   |
| 12 | Rumänien | 1 752 103       | 54 011   |
| 13 | Belgien | 1 543 299       | 26 484   |
| 14 | Israel | 1 338 950       | 8 154    |
| 15 | Serbien | 1 222 023       | 11 007   |
| 17 | Portugal | 1 112 682       | 18 283   |
| 16 | Sverige | 1 186 387       | 15 107   |
| 18 | Kazakstan | 1 042 184       | 17 601   |
| 19 | Schweiz | 924 990         | 10 916   |
| 20 | Österrike | 996 064         | 11 486   |
| 21 | Ungern | 987 199         | 32 645   |
| 22 | Grekland | 853 841         | 17 012   |
| 23 | Georgien | 800 293         | 11 289   |
| 24 | Bulgarien | 665 578         | 26 840   |
| 25 | Slovakien | 585 824         | 13 725   |
| 26 | Vitryssland | 632 887         | 4 888    |
| 27 | Kroatien | 551 000         | 10 050   |
| 28 | Azerbajdzjan | 565 965         | 7524     |
| 29 | Danmark | 434 798         | 2 786    |
| 30 | Irland | 511 045         | 5 609    |
| 31 | Litauen | 450 421         | 6 440    |
| 32 | Armenien | 331 914         | 7 183    |
| 33 | Slovenien | 388 011         | 5 300    |
| 34 | Moldavien | 355 646         | 8 661    |
| 35 | Lettland | 243 340         | 3 875    |
| 36 | Bosnien och Hercegovina | 266 994         | 12 153   |
| 37 | Norge | 232 826         | 995      |
| 38 | Nordmakedonien | 210 447         | 7 367    |
| 39 | Estland | 215 367         | 1 707    |
| 40 | Kirgizistan | 182 667         | 2 715    |
| 41 | Uzbekistan | 190 584         | 1 367    |
| 42 | Finland | 173 632         | 1 247    |
| 43 | Albanien | 194 472         | 3 014    |
| 44 | Montenegro | 153 333         | 2 217    |
| 45 | Kosovo | 160 931         | 2 970    |
| 46 | Cypern | 128 770         | 588      |
| 47 | Luxemburg | 85 361          | 859      |
| 48 | Malta | 38 385          | 462      |
| 49 | Tadzjikistan | 17 489          | 125      |
| 50 | Andorra | 15 972          | 130      |
| 51 | Island | 16 243          | 34       |
| 52 | Gibraltar | 6 721           | 98       |
| 53 | Jersey | 12 495          | 80       |
| 54 | Isle of Man | 10 412          | 64       |
| 55 | San Marino | 5 734           | 92       |
| 55 | Liechtenstein | 4 041           | 58       |
| 56 | Monaco | 3 516           | 36       |
| 57 | Färöarna | 3 045           | 11       |
| 59 | Guernsey | 2 890           | 23       |
| 60 | Grönland | 1 095           | 0        |
|    | Statistiken hämtas från samma källa en viss dag och kan avvika från andra siffror på sidan som då är hämtade från andra källor och kanske annan dag. |                 |          |

## Europeisk respons

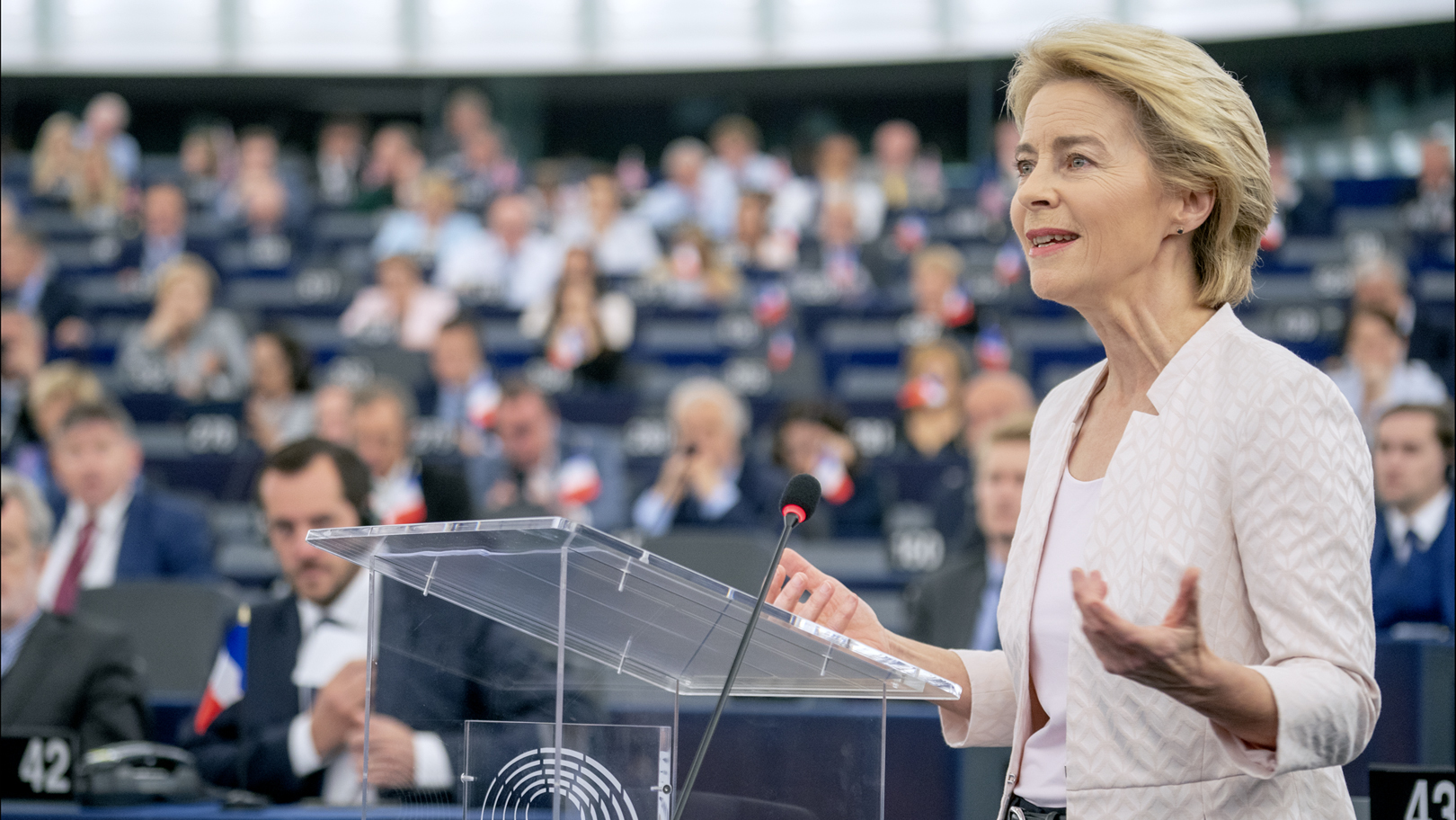
Ursula von der Leyen, Europeiska kommissionens ordförande, inför Europaparlamentet i juli 2019.

Många av länderna som drabbats av coronavirusutbrottet i Europa är en del av Europeiska unionen, ett samarbete mellan 27 europeiska demokratier som genom Lissabonfördraget har ett antal överstatliga befogenhetsområden. När det kommer till folkhälsa liksom hälsa och sjukvård har EU dock bara en stödjande befogenhet, vilket innebär att möjligheterna för EU och Europeiska kommissionen att agera i en pandemi är begränsade. Ansvarig kommissionär Janez Lenarčič konstaterade inledningsvis i pandemins utbrott att det är lite EU kan göra på hälsoområdet utan medlemsstaternas stöd. Trots det har ett antal åtgärdspaket, som rör både hälsa och ekonomi, presenterats och införts.
13 mars 2020 presenterade Europeiska kommissionens ordförande Ursula von der Leyen ett första åtgärdspaket för att mildra konsekvenserna av coronavirusutbrottet med fokus på att stötta sjukvården och motverka de direkta ekonomiska effekterna på kort sikt. Kommissionen beslutade även att lätta på bestämmelserna kring statsstöd samt budgetunderskott inom stabilitets- och tillväxtpakten för att ge medlemsstaterna större frihet att stötta olika sektorer ekonomiskt. Ytterligare åtgärder presenterades under andra halvan av mars, däribland olika typer av investeringsåtgärder, inreseförbud för de flesta tredjelandsmedborgare till EU och Schengenområdet och en rad olika rekommendationer till medlemsstaterna om hur de bland annat bör underlätta den fria rörligheten för varor genom sina återinförda gränskontroller. I början av april föreslog kommissionen även ett stödpaket för korttidsarbete.
Kommissionen kritiserades dock för att ha agerat senfärdigt. I samband med tillkännagivandet av det första investeringspaketet den 13 mars medgav von der Leyen att man underskattat pandemins magnitud. Efterhand har EU intensifierat sitt arbete, med ett antal olika åtgärder (som listas nedan). I en debatt i Europaparlamentet den 16 april 2020 bad Ursula von der Leyen Italien om ursäkt för att kommissionen inte hade tagit situationen på allvar och inte agerat i tid i början av pandemin. Samtidigt sa hon att EU hade gjort mer mot pandemin under de föregående fyra veckorna än vad EU gjorde under de första fyra åren under finanskrisen.
I mars 2020 blottlade coronavirusutbrottet även betydande skillnader i EU-ländernas – och kommissionens – syn på hur krisen skulle hanteras, särskilt dess ekonomiska effekter. Kommissionen uppmanade EU-länderna att inte stänga sina gränser, men under andra halvan av mars hade nästan samtliga medlemsstater återinfört gränskontroller. Totalt elva medlemsstater – däribland Frankrike och Tyskland – införde dessutom till en början exportförbud för bland annat medicinsk skyddsutrustning, vilket satte stopp för viktiga leveranser mellan EU-länderna. Dessa förbud mjukades dock upp efter påtryckningar från andra EU-länder och kommissionen. Ett antal länder började under mitten av april att diskutera hur man kan lätta på restriktionerna, vilket föranledde Ursula von der Leyen att ta initiativ till en EU-gemensam exitstrategi.
Nio euroländer – Belgien, Frankrike, Grekland, Irland, Italien, Luxemburg, Portugal, Slovenien och Spanien – efterlyste införandet av gemensamma euroobligationer, så kallade ”coronaobligationer”, för att ge utsatta medlemsstater möjlighet att låna till en låg ränta. Förslaget diskuterades vid Europeiska rådets sammanträde den 26 mars 2020, men blockerades av Nederländerna och Tyskland, med stöd av bland annat Finland och Österrike. Dessa länder ville istället använda sig av befintliga verktyg, till exempel Europeiska stabilitetsmekanismen, för att stödja utsatta länder. Vid sitt telefonsammanträde 7 april 2020 misslyckades Eurogruppen, bestående av euroländernas finansministrar, med att nå en kompromiss om de ekonomiska åtgärderna, främst på grund av oenighet mellan Italien och Nederländerna. Ett nytt telefonsammanträde hölls 9 april 2020. Euroländerna enades då slutligen om en kompromiss på totalt 540 miljarder euro; 240 miljarder euro genom ESM (utan några omfattande krav på reformer i medlemsstaterna), 200 miljarder euro genom Europeiska investeringsbanken och 100 miljarder euro genom kommissionens program SURE för korttidsarbete. Paketet, som blir ett av de största ekonomiska stimulanspaket någonsin, beskrevs av Frankrikes finansminister Bruno Le Maire som ”den viktigaste planen i EU:s historia”. Den har jämförts med Marshallplanen, bland annat av Europaparlamentets talman David Sassoli.
Under EU-toppmötet den 23 april diskuterade EU:s stats- och regeringschefer ett återhämtningspaket. Toppmötet beskrevs som ovanligt kort, och visade en enighet mellan deltagarna. Europeiska kommissionen fick två veckor på sig att ta fram en detaljerad kalkyl för hur återhämtningspaketet skulle utformas. Ursula von der Leyen och Europeiska centralbankens chef Christine Lagarde deltog under mötet. Lagarde påpekade att utan ett tillräckligt robust paket riskerar de 19 länder som ingår i euroområdet att se sina ekonomiers BNP krympa med uppemot 15 procent, och varnade därför medlemsländerna för att snåla. Kommissionens förslag för att upplåna de pengar som ska ingå i återhämtningspaketet är att Europeiska unionens budget ska användas som lånegaranti, vilket bland annat Tysklands förbundskansler Angela Merkel kan tänka sig. I mitten av juli 2020 enades Europeiska rådet om unionens nästa långtidsbudget samt ett återhämtningspaket på 750 miljarder euro. Återhämtningspaketet kommer att bestå av 390 miljarder euro i bidrag och 360 miljarder euro i lån. Det kommer att basera sig på gemensamma lån som EU-kommissionen kommer att ta upp med unionens budget som säkring.
Det initialt fragmenterade agerandet av EU-länderna kritiserades bland annat av den tidigare kommissionsordföranden Jacques Delors, som konstaterade att pandemin innebär en ”dödsfara för Europeiska unionen”, och Italiens tidigare premiärminister Enrico Letta, som menade att EU hade drabbats av ”Trumpvirus: om alla arbetar enligt Italien först, Belgien först, Tyskland först, kommer vi [EU] alla att sjunka tillsammans.” En nordeuropeisk politiker konstaterade dock att ”Österrike, Frankrike och Tyskland har alla skickat skyddsutrustning till Italien. Tyskland har tagit emot covid-19-patienter från Italien och närliggande Frankrike. Det är ett tydligt tecken på solidaritet.” Professor John Keiger konstaterade att ”EU genom hela dess historia av integration har använt kriser som en hävstång för närmare samarbete. Frankrikes utrikesminister ser epidemin som en möjlighet för Europa, och president Macrons reformprogram för en starkare europeisk integration kan faktiskt se dagens ljus, och Europa kan röra sig vidare till nästa steg för en union av allt närmare samarbete”.

### Åtgärder i korthet

#### Hälsa och forskning
Följande åtgärder vidtogs på initiativ av kommissionen för att begränsa virusets spridning och mildra dess hälsomässiga effekter:
- Upprättandet av ett gemensamt lager för medicinsk skyddsutrustning inom ramen för rescEU.
- Upprättandet av en expertgrupp för att ge gemensamma råd till EU:s institutioner och medlemsstaterna kring viruset.
- Gemensam upphandling av medicinsk utrustning för hela unionen.
- Exportrestriktioner för viss medicinsk skyddsutrustning ut ur EU mellan den 14 mars 2020 och den 26 maj 2020.[48]
- Cirka 200 miljoner euro till forskning för bland annat ett vaccin.

#### Ekonomi
Följande åtgärder vidtogs på initiativ av kommissionen för att mildra de ekonomiska konsekvenserna av viruset:
- Utvidgande av solidaritetsfonden till att även omfatta hälsonödlägen, och därmed aktivering av 800 miljoner euro för hjälp till utsatta EU-länder. Förslaget presenterades av kommissionen den 13 mars 2020 och trädde i kraft den 1 april 2020 efter att ha godkänts av Europaparlamentet och Europeiska unionens råd.[49]
- Investeringsinitiativet mot effekter av coronaviruset på 37 miljarder euro som finansieras huvudsakligen genom medel från EU:s strukturfonder med syfte att stötta sjukvårdssektorn, egenföretagande och arbetsmarknaden i stort i utsatta delar av unionen. Förslaget presenterades av kommissionen den 13 mars 2020 och trädde i kraft den 1 april 2020 efter att ha godkänts av Europaparlamentet och Europeiska unionens råd.[50][51]
- Lättade bestämmelser för statsstöd (som i regel är förbjudet på den inre marknaden utom i undantagsfall) och aktivering av den allmänna undantagsbestämmelsen i stabilitets- och tillväxtpakten med syfte att ge EU-länderna friare tyglar att vidta ekonomiska stödåtgärder. Europeiska unionens råd ställde sig bakom förslaget om aktivering av den allmänna undantagsbestämmelsen för stabilitets- och tillväxtpakten genom ett uttalande den 23 mars 2020.[26][52]
- Europeiska instrumentet för tillfälligt stöd för att minska risken för arbetslöshet i en krissituation (SURE), ett instrument på 100 miljarder euro för att stödja korttidsarbete runt om i unionen. Förslaget presenterades den 2 april 2020 och förutsätter att medlemsstaterna ställer 25 miljarder euro till förfogande.[53][54]
- Lån till utsatta euroländer på upp till 200 miljarder euro genom Europeiska stabilitetsmekanismen.[42]

Utöver detta har även Europeiska centralbanken och Europeiska investeringsbanken vidtagit följande åtgärder:
- Europeiska centralbankens Pandemic emergency purchase programme (PEPP) på 1350 miljarder euro för att stödköpa bland annat statsobligationer och på så sätt hålla räntenivåerna nere för utsatta medlemsstater.[55][56]
- Europeiska investeringsbanken stödpaket på 40 miljarder euro för att möta små och medelstora företags behov av kortfristig finansiering[57]
- Europeiska investeringsbankens garantifond på 25 miljarder euro för att stödja investeringar på upp till totalt 200 miljarder euro.[57][58][59]

#### Gränser, transporter och rörlighet
Följande åtgärder vidtogs på initiativ av kommissionen för att bland annat motverka effekterna av de återinförda, och vissa fall stängda, gränserna mellan medlemsstaterna:
- En rad olika riktlinjer och rekommendationer kring olika typer av gränsfrågor, t.ex. green lanes för lastbilar som låter dessa snabbt passera de timslånga köer som hade uppkommit vid EU-ländernas gemensamma gränser till följd av de återinförda gränskontrollerna.
- Tillfälliga lättnader i EU:s regler om flygplatsslottar för att inte straffa flygbolag som tvingas ställa in flygturer till följd av det vikande resandeunderlaget. Förslaget presenterades av kommissionen den 13 mars 2020 och trädde i kraft den 1 april 2020 efter att ha godkänts av Europaparlamentet och Europeiska unionens råd.[60]
- Ett allmänt inreseförbud för tredjelandsmedborgare till EU och Schengenområdet i 30 dagar.[61] Förslaget godkändes politiskt av Europeiska rådet dagen därpå och genomfördes strax därefter på nationell nivå av varje medlemsstat. Undantag beviljades för bland annat unionsmedborgare och deras familjemedlemmar liksom varaktigt bosatta och andra med permanent bosättning i unionen. Även nödvändig personal, såsom läkare, sjuksköterskor, vårdpersonal, forskare och experter som hjälpt till att hantera coronaviruset, får fortsättningsvis komma in i EU."[62] Europeiska rådet ställde sig även bakom kommissionens förslag till investeringspaketet CRII.[63] 2 april 2020 meddelade kommissionen att det allmänna inreseförbudet för tredjelandsmedborgare som inte har särskilda skäl för att resa in till EU kommer att förlängas.[64]
- Gemensamma insatser för att hämta hem europeiska medborgare som blivit strandsatta i andra länder.
- Gemensamma riktlinjer för när och hur begränsningar ska göras i den fria rörligheten för personer med hänsyn till pandemin.[65][66][67]
- Gemensamt digitalt vaccinationsintyg

### Lättnader i gränskontroller och reserestriktioner
I mitten av maj 2020 hade ett flertal europeiska länder börjat lätta på sina tidigare karantänbestämmelser. Frankrike, Schweiz, Tyskland och Österrike signalerade alla att de kommer att öppna sina ömsesidiga gränser gradvis fram till den 15 juni 2020, då de tillfälliga gränskontrollerna väntas avskaffas. Den 15 maj 2020 öppnade de baltiska staterna sina gränser gentemot varandra. Litauen behöll dock sina tillfälliga gränskontroller mot Lettland, medan Estland avskaffade sina gränskontroller mot Lettland, vilket således blev den första stängda gränsen inom Schengenområdet att helt återgå till normalläge.
I mitten av maj blev det även klart att Danmark planerar att öppna sina gränser mot Tyskland, medan gränserna mot Sverige väntas vara fortsatt stängda till dess att smittosituationen i Sverige har förbättrats.

## Nationella åtgärder
På ett nationellt plan använde man sig av olika åtgärder i olika länder. I flera europeiska länder hölls arbetsplatser, skolor och affärer stängda, och större sammankomster förbjöds. Strategierna skilde sig dock åt. I Italien, Frankrike och Spanien beordrade man medborgare att stanna inomhus, vilket upprätthölls genom att militär och polis patrullerade gator. I Storbritannien hölls pubar länge öppna, men landet införde den 23 mars förbud för alla sammankomster med mer än två personer. Sverige var ett av få länder som fortsatte att hålla grundskolor öppna, även om gymnasier och universitet stängdes. De olika åtgärderna berodde dels på var i smittspridningskurvan man befann sig, dels på landets eller områdets kultur, resurser, styre och lagar. Det fanns också olika teorier om vad som fungerar bäst. Världshälsoorganisationens generalsekreterare Tedros Adhanom Ghebreyesus framhöll dock att det inte räcker med en metod: "Inte bara tester. Inte bara smittspårning. Inte bara karantän. Inte bara social distansering. Gör allt av det."
Vanliga typer av nedstängningsåtgärder innefattade bland annat nedstängning av skol- och universitetslokaler, begränsning av sammankomster, in- och utreserestriktioner och nedstängning av kommers, företag och icke nödvändig verksamhet utanför hemmen. De flesta europeiska länder utom Sverige valde att stänga grundskolor. Sverige valde enbart att stänga gymnasier och högre undervisning. I majoriteten av Europas länder hölls bara mataffärer och apotek öppet. I vissa länder, exempelvis Danmark, tilläts exempelvis takeawayvarianter på restauranger. I vissa länder, som Tjeckien och Österrike, tilläts viss verksamhet vara öppen eller öppnas under förutsättning att andningsskydd användes. I några länder, exempelvis Cypern, infördes utegångsförbud, och i exempelvis Belgien, Estland, Frankrike, Italien, Litauen, Luxemburg och Spanien förbjöds alla allmänna sammankomster utomhus.
Tankesmedjan Bruegel konstaterade i ett inspel till Europeiska unionens råd – ett inspel framtaget på uppdrag av det kroatiska ordförandeskapet i rådet – att de flesta europeiska länder skulle komma att bli tvungna att behöva införa olika grader av karantän och lockdown, åtgärder som skulle kunna ha stora negativa konsekvenser för ekonomin. De ekonomiska konsekvenserna av dessa åtgärder, menar de, skulle i så fall bli stora på både utbud och efterfrågan. För att bemöta dessa negativa konsekvenserna föreslog de fyra ytterligare stödåtgärder:
1. Tillräckligt med resurser till hälso- och sjukvården.
2. Införande av riktade åtgärder för individer (exempelvis egenanställda), företag och lokala gemenskaper som är särskilt utsatta.
3. Försäkringsrelaterade åtgärder av breda, makroekonomiska slag för att bemöta de indirekta effekterna. En av deras rekommendationer var exempelvis att halvera företags socialförsäkringsavgifter under tre månader, eller att slopa arbetsgivaravgiften. Sådana åtgärder, som i Sverige bland annat föreslogs av Moderaterna,[79] skulle kräva budgetunderskott, menar man.
4. Specifika program för obligationer och liknande åtgärder för ökad likviditet från Europeiska centralbanken.[78]

Bland de större europeiska länderna, exempelvis Tyskland, Storbritannien, Italien, Spanien och Frankrike, var statliga lån eller kreditgarantier för företag, inkomststöd för utsatta arbetare, anstånd med skatteinbetalning, uppskjutna eller sänkta socialförsäkringsavgifter samt återbetalning av semesterdagar vanliga finanspolitiska åtgärder.
På europeisk nivå stack Storbritannien och Sverige länge ut genom att vara relativt restriktiva med nedstängningsåtgärder. Detta mötte dock kritik, bland annat av olika läkare och epidemiologer. I mitten av mars ändrade Storbritannien snabbt strategi, då man menade att man fick tillgång till ny data. Det innebar att Sverige stack ut på europeisk och global nivå, vilket föranledde diskussion och både positiv och negativ kritik.

## Utveckling och spridning
De första fallen i Europa bekräftades 24 januari, med tre insjuknade i Frankrike. Alla tre var nyligen hemkomna från Kina. I Frankrike skedde även det första dödsfallet den 14 februari, en 80-årig kinesisk turist från Hubei-provinsen. I Tyskland bekräftades det första fallet 27 januari 2020, en man anställd på företaget Webasto i Bayern som smittats av en kinesisk kollega som nyligen rest till och från till Kina. Allmän smittspridning inleddes på det bayerska företaget. Belgien fick sitt första sjukdomsfall 4 februari. Den insjuknade hade evakuerats från Hubei i Kina. 4 mars 2020 bekräftade EDA (European Defence Agency) att en belgisk person i staben hade testat positiv för viruset, det första fallet med en EU-tjänsteman. EDA-tjänstemannen hade återvänt från en resa till Italien veckan innan. 3 mars 2020 offentliggjorde den brittiska regeringen en Coronavirus Action Plan, som avslöjade vad landet har för planer i händelse av ett större utbrott. Handlingsplanen fick stor uppmärksamhet och ledde till att landets strategi i hög grad lades om.
I Östeuropa var dödstalen i allmänhet lägre än i Västeuropa, vilket bland annat The Wall Street Journal uppmärksammade i april månad. Detta härleddes till olika orsaker, dels att Östeuropa har färre interkontinentala flygningar än väst- och nordeuropeiska länder, men även att man snabbt införde drastiska eller mycket drastiska åtgärder, med insikten att de östeuropeiska länderna, som ofta är fattigare och med mindre välfungerande sjukhussystem, inte skulle kunna klara av att hantera alla fall med utbredd smittspridning. Bland annat Ungern fick dock kritik för att de åtgärder man införde, bland annat att ge regeringen rätt att styra genom dekret och upphäva lagar, var så långtgående att de underminerade demokratin. Landets justitieminister Judit Varga menade dock att åtgärderna var både nödvändiga och proportionerliga.

### Norden

Utbrottet i Danmark
Utbrottet i Finland
Utbrottet i Island
Utbrottet i Norge
Utbrottet i Sverige

Antal bekräftade smittfall (blått) och avlidna (rött) i de nordiska länderna, per dag (prickat) och kumulativt (heldraget)
Nordens första fall konstaterades i Finland 28 januari. Det rörde sig om en kinesisk turist i finska Lappland. Utvecklingen och spridningen i Norden har tett sig något olika i de olika länderna. Sverige har drabbats av flest dödsfall och totalt antal smittade per capita. Jämfört med Finland och Norge använde sig Sverige av mildare åtgärder. Både Finland och Norge stängde ner stora delar av sina samhällen i mitten av mars. I Finland utlyste man undantagsliknande tillstånd, och satte Nyland – där Helsingfors ligger – i karantän. Norge införde ungefär samtidigt hårda nedstängningar av skolor, offentlig verksamhet och företag, vilket hälsoministern Bent Høie bedömde hade reducerat smittspridningen till ett nettoreproduktionstal under 1 i början av april. Han varnade samtidigt för att släppa restriktionerna för fort.[källa behövs]
Det första fallet i Danmark ägde rum 27 februari. 8 mars hade samtliga danska regioner bekräftade fall. Danmark inledde sin nedstängning av samhället den 12 mars. Åtgärderna förlängdes sedan till efter påsk. Danmark bestämde sig därefter för att långsamt öppna upp samhället igen, bland annat genom att öppna förskoleverksamhet och skola för de yngsta barnen efter påsk. 15 april skulle gym, förskolor, fritids och skola årskurs 0-5 öppna igen.
I jämförelse med Norge, Finland och Danmark har Sverige ett högt antal smittade och avlidna. I Sverige har smittan spridits till äldreboende och därmed drabbat de särskilt utsatta grupperna vilket resulterat i höga dödstal. Högt antal döda på äldreboenden och i hemtjänst var en situation som Sverige bland annat delade med Belgien. Man har även räknat dödsfall på annat vis än i exempelvis Norge. Norges generaldirektör vid Folkehelseinstituttet Camilla Stoltenberg har också framhållit att skillnaden på Norges och Sveriges strategi inte är så stor som det framstår som.
På Island bekräftades det första fallet 28 februari. De flesta islänningar smittades inledningsvis på skidresor till Italien och Österrike. Island blev världens första land som försökte uppskatta hur stor smittspridningen var i landet. Omkring 1 procent av islänningarna kan ha smittats av covid-19. Det visar de första resultaten av Íslensk erfðagreinings storskaliga screening. Isländska myndigheter var snabba med förebyggande åtgärder för att minska spridningen av viruset i landet. Den isländska regeringen presenterade en plan för att påbörja avvecklingen av restriktioner från och med 4 maj. Då höjs till gränsen för tillåtna sammankomster från 20 till 50 personer. Samtidigt införs två veckors karantän för alla resenärer, såväl islänningar som turister, som reser till Island fram till 15 maj.
I slutet av maj ingick Danmark och Norge ett bilateralt avtal om att öppna gränsen mellan de två länderna den 15 juni, medan gränserna mot Sverige hölls fortsatt stängda på grund av Sveriges annorlunda smittsituation.

### Italien

Bekräftade fall per miljon invånare för Italiens provinser i juli 2020. Se tabell nedan.

De första bekräftade fallen i Italien skedde den 31 januari 2020 och landet utlyste nationellt nödläge efter att man bekräftat att två kinesiska turister i Rom var smittade av viruset. 21 februari rapporterades 15 personer ha insjuknat i sjukdomen i regionerna Lombardiet och Veneto. Två av dem dog, varav den ena, en 78-årig man, dog i Padua den 21 februari 2020 och den andra i Lombardiet den 22 februari 2020. Dessa två dödsfall var de två första dödsfallen som inrapporterats från Italien. Det visade sig att Italien hade haft en okontrollerad smittspridning och till månadens slut hade landet över 1100 fall bekräftade. 7 mars hade Italien över 5 000 fall.
Italienska regeringen införde ett åtgärdsprogram för att hantera virusutbrottet. 22 februari kungjordes en ny lag av det italienska ministeriet som satte 50 000 människor i karantän i 11 olika samhällen i norra Italien, företrädesvis Lombardiet, för att begränsa spridningen. Den regionala tågtrafiken upphörde till de mest berörda områdena och tåg tilläts inte att stanna Codogno, Maleo eller Casalpusterlengo. Åtgärderna med karantän av de elva mindre orterna med 53 000 invånare visade sig dock otillräckliga eftersom smittan hade spritt sig utanför karantänområdet. 7 mars fattade Italien beslut om karantän av hela Lombardiet och andra provinser till den 3 april. De nya åtgärderna beordrade människor att inte komma in eller lämna Lombardiet, Italiens rikaste region, samt ytterligare 14 provinser i fyra andra regioner, inklusive städerna Milano, Venedig, Modena, Parma, Piacenza, Reggio Emilia och Rimini. Alla typer av publika arrangemang ställdes in för att begränsa smittspridningen.
10 mars försattes hela Italien i karantän i en fullständig nedstängning av samhället med bara matbutiker och apotek, post och banker öppna. Då hade 463 människor dött i Italien. Regionen Lombardiet försökte genom civilförsvaret bygga upp ett fältsjukhus på en vecka i Milanos gamla mässhallar såsom gjordes i Wuhan. Projektet kunde inte realiseras eftersom man saknade 450 läkare och 1 200 sjuksköterskor. Intensivvårdsplatser blev hårt belastade då många patienter behövde respiratorvård för understödd andning, ofta i uppemot två veckor. Inom sjukvården belastades särskilt intensivvårdsavdelningarna. Inom intensivvården fick Italien ta emot ett års intensivvårdspatienter på bara en månad. Fram till 4 april ökade antalet vårdade på intensiven till maximalt 4 068 den 3 april, för att minska till 3 994 dagen efter. 15 april hade antalet intensivvårdsfall gått ner till cirka 3000. Italien nådde högsta antalet smittade 26 mars med 5 651 och  2 april dog 814 patienter vilket var maximitalet.
3 april hade 77 läkare dött av covid-19 enligt fackförbundet FNOMCEO. 9 april hade 105 läkare och 28 sjuksköterskor dött, rapporterade nyhetsbyrån Ansa. 200-300 nya fall av smitta upptäcktes bland sjuksköterskor i landet varje dag. Nära 13 000 vårdanställda smittades, och Italien har haft brist på skyddsutrustning. Sjukhus i Lombardiet uppgav att de var hälften så många som de borde vara för att ta hand om alla patienter. Den 22 maj hade antalet döda läkare i Italien nått 163 stycken.
Italiens ekonomi påverkades också allvarligt, i början framför allt inom turismen. Regeringen tog beslutet att stänga all produktion som inte är direkt oumbärlig för att garantera tillgången till nödvändiga varor eller tjänster 21 mars. Produktionsstoppet gällde till 3 april. Under en presskonferens 28 mars meddelade premiärminister Giuseppe Conte att ett stödpaket på drygt 4,3 miljarder euro skulle delas ut till borgmästarna i de olika kommunerna, för att ta hand om invånarna. I epidemin drabbades norra Italien värre än södra. Den ekonomiska och sociala kris som väntar riskerar dock att döda fler människor än viruset i sig, och den riskerar att drabba det betydligt fattigare södra Italien hårdast. 10 miljoner människor i Italien hotas av fattigdom.
13 april öppnade Italien butiker för barnkläder och bok- och pappershandeln. I slutet av april beslutade man om en successiv öppning av samhället. I det som kallas "fas 2" öppnar fabriker och industrier 4 maj. Efter nästan två månader i karantän fick i dag 4,5 miljoner italienare åka till jobbet. Militärer och poliser såg till att pendlarna följde de nya säkerhetsrutinerna på järnvägsstationen Cadorna i Milano, en av regionen Lombardiets knutpunkter. Begravningar tillåtes med maximalt 15 personer. 4 maj tillåts också hämtmat från restauranger, 18 maj öppnar andra butiker igen och 1 juni öppnar barer och restauranger. Italien håller däremot skolorna  stängda till september.
Den 18 maj rapporterade Italien för första gången sedan den 9 mars färre än 100 döda (99) i sin sammanställning som görs varje dygn av coronavirusets härjningar. Siffrorna för de följande dagarna låg dock klart över 100 personer igen. Italien behöver sina turister, mer än någonsin. Landets regering har därför bestämt att den 3 juni öppnar man sina gränser igen, för alla länder inom EU. Inom landet är det fritt att resa inom regionerna och butiker och arbetsplatser är öppna igen. Den 18 maj öppnade barer och restauranger i landet.
Socialförsäkringsmyndigheten Istituto Nazionale della Previdenza Sociale (INP som säger att landets officiella siffra för coronarelaterade dödsfall inte är tillförlitlig. En studie från myndigheten visar att 156 429 dödsfall registrerades i Italien i mars och april, vilket är 46 909 fler än det genomsnittliga antalet dödsfall under de månaderna under 2015–2019. Samtidigt registrerades endast 27 938 dödsfall i landet av personer som insjuknat i covid-19 under perioden. Det finns alltså en överdödlighet på 18 971 dödsfall, som INPS misstänker kan vara kopplade till pandemin, speciellt eftersom flertalet av dem inträffade i de norra delarna av landet där utbrottet pågick som värst.
Andra vågen drabbade Italien under hösten 2020 .Den 17 oktober 2020 rapporterade SVT om 10 000 nya smittofall på ett dygn i Italien vilket är den högsta dygnssiffran hittills. I våras toppade smittotalen den 21 mars, då drygt 6 500 personer registrerats med bekräftad covid-19. Italien hade då  36 400 avlidna och 391 000 smittade i covid-19. Den 9 november rapporterade att under den senaste veckan har omkring 450 dödsfall registrerats dagligen i Italien, och över 30 000 nya smittade har bekräftats per dag. Antalet rapporterade döda var över 41 000 personer och över 953 000 personer bekräftats smittade. 3 december 2020 var antalet dödsfall som registrerats i Italien under ett och samma dygn är nu det högsta sedan pandemins början. Totalt avled 993 personer med covid-19  den senast inregistrerade 24-timmarsperioden, enligt hälsodepartementet. Det innebär att  rekordet från den 27 mars – då 919 dödsfall rapporterats in under ett dygn nu  har passerats. Antalet döda hade passerat 50 000 den 3 december 2020. Redan den 6 december passerade Italien 60 000 döda med 1,7 miljoner smittade. Italien  gick den 12 december om Storbritannien i antal döda och hade då 64 036 personer  avlidna i Italien sedan pandemin startade. Pandemin har fortsatt att plåga Italien sedan december antalet döda per dag har inte överträffat 993 men ofta varit över 400 och den 14 februari 2021 hade hela 93 577 döda registrerats i Italien. Smittspridningen har gått ner till lite drygt 10 000 fall per dygn men minskningen har avtagit. Italien är inte längre landet med flest döda utan Storbritannien har åter flest döda över hundratusen. Lombardiet är fortsatt värst drabbade region med över 27 000 döda.

Bekräftade fall per miljon invånare för Spaniens autonoma regioner.

### Spanien
Covid-19 bekräftades spridd till Spanien 31 januari 2020 när en tysk turist testades positiv för sjukdomen i La Gomera på Kanarieöarna. 13 februari inträffade första dödsfallet – en 69-årig man som hade varit i Nepal.24 februari, efter utbrottet i Italien, bekräftade Spanien många fall relaterade till Italien. Bland annat sattes ett helt hotell i på Teneriffa i karantän och gästerna inte fick lämna hotellet.
Samtidigt upptäcktes ett flertal fall på fastlandet som inte alls uppmärksammades på samma sätt. 13 mars hade alla 50 provinser sjukfall, och sjukdomen spreds sedan mycket hastigt. 17 mars nåddes 10 000 fall, 20 mars 20 000 fall. 21 mars rapporterades att 2355 personer vårdades inom intensivvården, varav 942 i Madrid. Antalet smittade den dagen var 25 496 bekräftat smittade med 1381 dödsfall. Spanien hade då utfört 350 000 tester; landet köpte 6 miljoner tester och skulle bygga ut kapaciteten till 80 000 tester om dagen.
23 mars nådde antalet bekräftade smittade 30 000 och dagen efter 40 000. Siffran ökade fram till 2 april till drygt 100 000 sjukfall. 25 mars rapporterades att 738 hade avlidit på en dag. Samma dag passerade Spanien Kina i antal personer som bekräftats döda av viruset med 3 344 avlidna i covid-19. På åtta dagar ökade antalet döda per dag från 107 till 738. Spanien var i slutet av mars lika hårt drabbat som Italien men en vecka efter i utvecklingen. Enligt tidningen El País var tolv procent av de smittade, alltså över 3 500 personer, läkare, sjuksköterskor och andra anställda inom vården. I Katalonien hade knappt hälften av regionens äldreboenden den 2 april noterat sjukfall i covid-19.
Den 14 mars beslutades att hela landet skulle sättas i karantän. Spanien har förbjudit inresor från många länder, och andra länders resande tvingas till karantän. Spanien stänger alla hotell och andra övernattningsalternativ, meddelade SVT den 20 mars. Den 4 april passerade Spanien Italien i antalet bekräftade fall men fortsatt cirka 3500 dödsfall färre.
Den 9 april rapporterade DN "Spanien har missat tusentals rapporterade dödsfall". I artikeln skriver man "Allt fler data pekar på att antalet döda i Spanien – officiellt 14.555 – ligger på betydligt mer än det dubbla." En läkare på ett sjukhus i Madrid förklarade för DN: Begränsade diagnostiska verktyg och begränsad personal. Testresurserna koncentrerade till personal och svårt sjuka- inte på att testa hellre redan avlidna. Diskussion om dödstalen i Spanien har varit hård och uppskattade dödstal skiljer sig åt mycket.
Den 17 april rapporterade Sydkusten : Normalt dör cirka 30 000 spanjorer under mars månad. I år var antalet 45 000, 50 procent fler än vanligt. Det visar mortalitetsdata från övervakningssystemet MoMo från Hälsovårdsinstitutet Carlos III och som ligger till grund för en artikel i tidningen El País.
14 maj rapporteras att endast fem procent av den spanska befolkningen har smittats med coronaviruset, visar beräkningar av landets myndigheter. Om detta här stämmer är det ett tecken på att dödligheten i covid-19 är högre än vad man hade hoppats på, säger Tove Fall, epidemiolog vid Uppsala universitet. Resultatet var de samma i flera länder med låga resultat på antikroppar i blodet. Det kan dock vara så att sjuka har haft sjukdomen men inte bildat antikroppar.
Måndagen den 25 maj  börjar Spanien lätta på restriktioner även i de värst drabbade områdena Madrid och Barcelona, eftersom antalet smittade nu börjar minska. Provinserna Madrid och Barcelona får börja ha sammankomster på upptill 10 personer.
Den 26 maj skrev Spanien ned antalet dödsfall i coronapandemin med nästan 2.000. Nya rutiner för diagnostisering och kontroll visade att många av dödsfallen räknats två gånger.
Dödsstatistiken som publicerats av statistikmyndigheten INE, har höjt överdödligheten till 48 000 personer sedan i mars, jämfört med samma period de senaste åren. Officiellt har  27 000 personer avlidit i Covid-19 i Spanien. Den siffran inkluderar bara de som testats positiva. Dödssiffran på 48 000 baseras på preliminär statistik från civilregistren. Den kommer befästas de närmaste månaderna. Det hävdar tidningen El Confidencial.

### Frankrike
Det första fallet av covid-19 i Frankrike bekräftades 24 januari 2020 i Bordeaux. Det var därmed det första bekräftade fallet i Europa. Det rörde sig om en 48-årig fransk medborgare som anlänt från Kina. Samma dag bekräftades ytterligare två fall, samtliga nyligen återkomna från Kina. Det första dödsfallet ägde rum 14 februari. Det var en kinesisk turist som vårdats på sjukhus i Paris. Dödsfallet var det första i Frankrike och Europa, liksom det första dödsfallet utanför Asien.
Under några dygn saknade Frankrike aktiva fall men så ändrades situationen på nytt och Frankrike fick många nya fall nu importerade i huvudsak från Italien. 29 februari 2020 hade man 100 fall varav 12 var friskförklarade och två dödsfall. Ett möte organiserat av Den öppna dörrens kristna kyrka (översättning) i mitten av februari i Mulhouse, som besöktes av 2 000 troende skapade en betydelsefullt smitthärd i coronavirusets spridning i Frankrike. 3 mars hade sju deltagare i mötet testat positiva. Sammankomsten hade inget deltagarregister, och det omöjliggjorde smittspårning. 6 mars hade 81 nya fall upptäckts i Mulhouse, som inledningsvis blev en hårt drabbad smittohärd. Staden slutade med smittspårning. Bara de sjukaste patienterna skulle läggas in på sjukhus. Departementet  Haut Rhin, där Mulhouse ligger, införde strikta regler för sammankomster och möten, och stängde alla skolor.
15 mars var smittspridningen stor och okontrollerad. 27 mars hade 32 964 fall bekräftats, och 1 995 dött Simuleringsstudier hjälpte till med att övertyga den franska regeringen att om man inte vidtog åtgärder skulle det kunna krävas 30 000 till 100 000 fler intensivvårdsplatser i Frankrike mot de 5000 återupplivningsplatser och 7 300 intensivvårdsplatser som fanns i före sjukdomsutbrottet. En inflytelserik simulseringsstudie gjordes av Neil Ferguson, epidemiolog vid  Imperial College London.
12 mars tillkännagav Frankrikes president Emmanuel Macron att alla skolor och universitet skulle stängas från och med 16 mars och tills vidare. 13 mars förbjöd premiärminister Édouard Philippe folksamlingar om mer än 100 personer, exklusive kollektivtrafik. 14 mars beordrade premiärministern alla icke-nödvändiga offentliga platser, såsom restauranger, caféer, biografer och klubbar, att stänga. 16 mars tillkännagav Macron vidare en nationell lockdown i 15 dagar, med start 17 mars. 27 mars utökade Philippe lockdown till 15 april. De förlängdes senare till den 11 maj 2020. Den 11 maj öppnar Frankrike låg och mellanstadieskolor igen. Först i turen är förskolor och grundskolor som kan öppna den 11 maj. Utbildningar på andra stadiet kan slå upp dörrarna en vecka senare den 18 maj.
Utvecklingen av antalet smittade och döda har varit mycket snabb i Frankrike. Den 24 mars fanns 22 302 fall med 1 100 dödsfall. En vecka senare hade Frankrike  52 128 bekräftat smittade och 3 523 döda. Den 6 april var antalet fall 74 390 med 8 911 döda. Den 7 mars noterade Frankrike fler än 1400 döda och passerade 10 000 döda totalt som fjärde land i världen. Frankrike var den 7 april, sett till aktuella dödstal,  hårdast drabbat i världen under några timmar. Situationen i sjukvården med över 7000 IVA-vårdade är extremt ansträngd. Man måste också förstå att förutom dessa 7000 covid-19-sjuka så måste också andra sjukdomar tas om hand inom intensivvården. Redan samma datum den 7 mars överskred dock USA Frankrikes dödstal med nära 2000 döda på en dag så fortsatt är USA värst drabbat. Frankrike passerade den 20 april 20 000 döda i pandemin. 28 april stod det klart att Franska ligan ställer in resten av säsongen.
Under natten 17-20 april startade invånarna i minst fem förorter till Paris upplopp på grund av utegångsrestriktionerna som de tyckte polisen upprätthöll alltför konsekvent. Upploppen startade i Villeneuve-la-Garenne efter en trafikolycka och spreds till tre närliggande områden. Polisen mötte enligt uppgift ett bakhåll i det invandrartätat området Aulnay-sous-Bois, där de angreps med fyrverkeripjäser.

### Storbritannien
De första fallen av covid-19 i Storbritannien bekräftades 31 januari. Inhemsk spridning bekräftades 28 februari 1 mars hade fall bekräftats i England, Wales, Nordirland och Skottland. Som en följd av detta sjösatte premiärminister Boris Johnson en handlingsplan. 12 mars höjdes risknivån från medel till hög, och 16 mars beslöt regeringen vidare åtgärder för social distansering. Man avrådde från alla icke-nödvändiga resor och kontakt med andra, och rekommenderade att undvika pubar, klubbar och teatrar – liksom om möjligt att arbeta hemma. 18 mars stängdes de flesta skolor, utom för barn till föräldrar inom särskilt viktiga yrkesgrupper eller sårbara barn. 20 mars beordrades alla restauranger, pubar, klubbar och sportfaciliteter att stänga. Hämtmat var fortfarande tillåtet. Dessa begränsningar förstärktes ytterligare 23 mars. 27 mars hade nästan 15 000 fall bekräftats i Storbritannien, och fler än 1019 hade dött. Storbritannien hade 31 mars 25 154 bekräftade och 2 352 registrerade dödsfall. Dödsfallen var rapporterade med fördröjning vilket är allvarligt då det döljer att kurvan över insjuknanden är brantare. 6 april hade Storbritannien 51 000 bekräftade fall och 6 159 rapporterade döda, vilket troligen är fler eftersom rapporteringen släpar efter. I början av april rapporterade Storbritannien dagligen över 500 dödsfall.[källa behövs]
Den 16 mars offentliggjordes av Imperial Collage detaljerade prognoser om epidemin i Storbritannien och USA. Rapporten granskar det potentiella utfallet av flera  interventioner som smittspårning, fall isolering, hemkarantän, stängningen av matställen, skolor och social distansering.  Två övergripande strategier som granskades var begränsning, som syftade till att reducera hälsoeffekten,  inte med målet att stoppa smittspridningen helt, och undertryckande som syftade till smittspridningen skulle minska så att antalet fall minskade. Fram till denna tidpunkt hade brittiska regeringens strategi varit baserad på begränsning men modellerna förutsade att det skulle reducera dödligheten med 2/3 men att det ändå skulle leda till 250 000 dödsfall av sjukdomen  och att sjukvården skulle bli överbelastad. Samma dag som rapporten kom. annonserade premiärministern på en presskonferens  betydande förändringar i regeringens råd. Den 30 mars publicerade Imperial College en ny studie som uppskattade att lockdown  och andra åtgärder i 11 länder Europa skulle reducera dödstalen från 510,000  till mindre än 20 000.
Den 3 april  varnade hälsoministern  Matt Hancock  folk : Stanna hemma. Den 4 april dog en femårig flicka och summan döda steg till 4 313 och hade ökat med 708 från dagen innan. Den 5 april höll Queen Elizabeth II  ett tal till nationen och samväldet, något som bara inträffat 4 gånger tidigare. Den 6 april behövde Boris Johnsson intensivvård för sin Covid-19 sjukdom. Den 7 april var antalet döda 786 och summan avlidna steg till 6 159 . Siffran för föregående dag var 439 dödsfall. Den 8 april rapporterades ytterligare 938 dödsfall till summa 7097. Dödstalen har stigit  snabbt i början av april med dagliga dödsiffror på 700-900 personer. Storbritannien har blivit  hårt drabbat liksom Italien, Spanien och Frankrike. 2 maj hade Storbritannien 264  480 bekräftade fall,  6 281 nya för dagen och 631  registrerade döda i Covid 19. Antalet döda nu  bara cirka 600 färre än Italien och eftersom Storbritannien har  600 dödsfall per dag mot Italiens nu under 200 så kommer man att flest döda i Covid-19 inom kort. Det ska dock observeras att Storbritannien har börjat räkna in sina döda från äldreboenden. Den 17 april hade Storbritannien 10 600 dödsfall fler än normalt enligt New York Times,  perioden 14 mars till 17 april, efter att dödsfallen för Corona hade räknats bort. 31 500 fler dödsfall, 20 904 rapporterade covid-19 fall och alltså 10 600 fler dödsfall.

### Tyskland
Epidemin bekräftades ha spritt sig till Tyskland den 27 januari 2020 när det första fallet bekräftades i München i Bayern. De flesta fallen i januari och början av februari kom från en bildelstillverkare, Webasto i Bayern och bestod av flera anställda och deras anhöriga. Den 25 och 26 februari, upptäcktes många fall med ursprung i det italienska utbrottet i Baden. Ett stort cluster knöts till en karneval och utvecklades i  Heinsberg, Nordrhein-Westphalen. Första dödsfallet inträffade den 9 mars 2020. Nya kluster spreds via Heinsberg och via resande från Italien, Iran och Kina. Därifrån tilläts inresor med flyg till 17–18 mars 2020.[källa behövs]
Robert Koch-Institut (RKI) leder pandemibekämpningen efter en nationell pandemiplan. Först försökte man stoppa smittspridningen. Den tyska regeringen och hälsotjänstemän uttalade att man var väl förberedd och man såg ingen anledning att begränsa allmänhetens frihet. Sedan den 13 mars har man handlat efter en begränsningsplan. Det har inneburit att skolor och förskolor har stängts, man har uppskjutit universitetsterminer, infört besöksinskränkningar på vårdhem för att skydda äldre. 15 mars stängdes gränsen till 5 grannländer. Den 22 mars utfärdades utegångsförbud av regeringen. Individer får bara lämna hemmet för arbete, träning, inhandla livsmedel och bar i grupper om högst 2 personer om de inte tillhör samma hushåll. Den 10 april 2020 fanns 122,215 bekräftade fall och med 2 707 dödsfall. Den preliminära mortaliteten i Tyskland var mycket lägre än i Italien och Spanien vilket ledde till en diskussion om orsaken. Den kan förklaras av mer testning som fångat fler lindriga fall. Bättre tillgång till vård med fler intensivvårdsplatser och respiratorer. Tyskland har inte gjort post mortem tester. Fallen har bekräftats hos främst  yngre personer. RKI varnar för att dödligheten kommer att öka efterhand om pandemin sprider sig.

### Ryssland
Ryssland hade länge låga siffror för antalet smittade i Covid 19. Den 23 mars 2020 hade man färre smittade än Luxembourg. Smittspridningen tog fart under april 2020 och nu har Ryssland över en halv miljon bekräftat smittade, näst flest i världen efter USA.
Vladimir Putin och den ryska regeringen överlät stora delar av befogenheterna till Rysslands guvernörer, där Rysslands oblast själva fick avgöra vilka åtgärder som skulle införas. Olika analyser har lyft fram att Moskva oblast därmed fick en roll som pilotprojekt: Moskvas borgmästare Sergej Sobjanin var länge en av de viktigaste frontfigurerna, och de åtgärder som Sobjanin och Moskva införde blev vägledande för övriga landet.
22 maj 2020 rapporterade TT att dödstalet i Ryssland låg på 3 249 döda. Om man jämför med Brasilien som har ungefär lika många smittade men Brasilien hade då 20 047 i döda. Ryska vårdföreträdare medger att de räknar annorlunda än andra länder, och att bara dödsfall som direkt orsakats av viruset sars-cov-2 tas med, skriver nyhetsbyrån AFP. Jämförelser mellan antalet bekräftat smittade i olika länder är också svåra då både omfattningen av och metoderna för att testa befolkningen skiljer sig åt. Även registreringen av dödsfall som tillskrivs covid-19 görs på olika grunder från land till land. Tvivlen på statistiken fortsätter samtidigt. Flera högt uppsatta politiker har varit smittade. Tjetjeniens ledare Ramzan Kadyrov vårdas för covid-19 på ett sjukhus i Moskva. Rysslands premiärminister Michail Misjustin, Kremls talesperson Dmitrij Peskov och flera ryska ministrar drabbats.
Ryssland meddelade på lördagen den 13 juni att antalet coronarelaterade dödsfall i april justeras upp, från den tidigare siffran 1 270 till det mer än dubbelt så höga 2 712. Förklaringen är enligt statistikmyndigheten Rosstat ett nytt sätt att räkna. I den tidigare statistiken ingick de fall där covid-19 angetts som främsta dödsorsak. I de nya siffrorna inkluderas dödsfall där omkomna testat positivt för viruset men det inte har ansetts vara den huvudsakliga anledningen till deras död.
Ryska myndigheter hade till november 2020 uppgett att 55 265 covid-19-dödsfall hade inträffat i landet. Rosstat den ryskastatstikmyndigheten har granskat alla dödsfall  i Ryssland mellan januari och november 2021. Myndigheten kommit fram till att 229 700 fler dödsfall har inträffat under de första elva månaderna 2020. Rosstat beräknar att drygt 80% av överdödligheten under perioden är relaterad till covid-19 vilket ger resultatet att coronaviruset direkt eller indirekt har orsakat drygt 186 000 dödsfall i landet fram till november 2020. Ryssland skulle med den siffran vara på tredje plats över de länderna med flest dödsfall  USA toppar statistiken med 333 140 döda och Brasilien är tvåa med 191 139 döda i november 2020.
Rosstat rapporterar rekordmånga dödsfall dödssiffran för juli 2021 är över 50 400. Den tidigare högsta noteringen från december 2020 uppgick till cirka 44 400 dödsfall. Av dödsfallen i juli var närmare 39 000 direkt orsakade av covid-19.. Enligt Rosstat var det totala antalet virusrelaterade dödsfall i slutet av juli 2021 i Ryssland över 215 000. Samtidigt är den nationella coronavirusarbetsgruppens totala dödssiffra 180 840.Vaccinationsgraden i Ryssland var lägre än i många andra länder. I mitten av augusti 2021 hade bara en fjärdedel av landets 146 miljoner invånare fått minst en vaccindos. Vaccinationerna har gått trögt i Ryssland och i september är bara 33 % vaccinerade med en dos. Det är därför lätt att förstå att i juli 2021 tog smittan ny fart. Antalet döda steg brant mot ca 700 fall per dag och har sedan dess legat kvar där till i slutet av september 2021. Ryssland rapporterade 799 döda torsdagen 29 juli 2021.Det var bland de högre dödsiffrorna för ett dygn men det har rapporterats högre siffror 2 gånger tidigare i juli 2021. Enligt Rysslands officiella covid-statistik hade över 156 000 människor avlidit med bekräftad covid-19-smitta i juli 2021.

## Samhällspåverkan
Nedstängningar och föreskrifter för allmänna sammankomster har i många länder försvårat eller helt pausat aktiviteten i hela samhällssektorer. Detta inkluderar turism, flygsektorn samt hotell- och restaurangsektorn, där flygresorna i många fall minskat till en bråkdel och vintersportorter avslutat säsongen i förtid. Istället har intresset för vandring och liknande utomhusaktiviteter ökat inför 2020 års europeiska semestersäsong.
Verksamheter som bygger på publika evenemang har till stora delar lagts på is, åtminstone i europeiska länder. Detta inkluderar idrott (där mästerskap och seriespel skjutits upp eller ställts in), biografer (som ofta endast kan arrangera drive-in-bio och premiären för storfilmer skjutits på framtiden), teatrar, konserter, mässor och liknande sammankomster. I Spanien och Italien, länder med hårda utegångsförbud under pandemin, har bland annat musiker i många fall fått mer tid åt eget skapande. Youtube och andra videotjänster har fyllts med hemgjorda kortfilmer, "distanskonserter" och andra sätt att sprida musik.
I många näringar och företag har distansarbete under pandemin blivit ersatt fysiska möten och arbete på kontor. Detta inkluderar företag inom tjänstesektorn, framför allt i länder med allmän och säker tillgång till både telefon och internet i hushållen. Datorbaserat arbete kan fortsätta utföras hemifrån, så länge man kan hålla kontakt med arbetsledningen, och möten kan i många fall skötas som videokonferenser (eftersom tekniken numera finns i var persons smartmobil).